# Ë
Ë, ë es una letra que aparece en los alfabetos albanés y casubio que consiste en una E con diéresis. También está presente como variante de la letra E en afrikáans, neerlandés, francés y luxemburgués. Se presenta también en turoyo cuando se escribe con el alfabeto latino, y, por último, tiene la misma apariencia que la letra Ë (yo) de los alfabetos ruso y bielorruso.

## Uso

### Afrikáans
En afrikáans, la diéresis (deelteken) se utiliza generalmente para indicar que la vocal que la lleva no debe formar diptongo. Por ejemplo, "geër" (donante[cita requerida]) se pronuncia /xɪəɪr/, mientras que "geer" (un trozo de tela en forma de cuña[cita requerida]) se pronuncia /xɪər/. En algunos casos, el deelteken no modifica en absoluto la pronunciación, como ocurre en "reën" (lluvia), que se pronuncia /rɪən/, y "reen" (no tiene significado), que se pronunciaría igual. En este caso, la única razón de ser del deelteken es la tradición o la etimología, ya que la escritura arcaica de "reën" era "regen", y el deelteken indica que la G fue omitida.

### Albanés
La Ë es la octava letra del alfabeto albanés y representa el fonema /ə/. Es la letra más común del idioma, con una frecuencia del 10%.

### Casubio
La Ë es la novena letra del alfabeto casubio y representa el fonema /ə/.

### Francés y neerlandés
La Ë está presente en palabras tales como 'Noël' en francés y 'koloniën' en neerlandés. La diéresis (trema) indica que la vocal que la lleva no debe formar diptongo. Por ejemplo, "Noël" se pronuncia /noɛl/, mientras que "Noel" se pronunciaría /nœl/. Análogamente, "koloniën" se pronuncia /koloniən/, pero "kolonien" se pronunciaría /kolonin/.

### Luxemburgués
En luxemburgués, la Ë se emplea bien para indicar una schwa (/ə/) tónica como en la palabra "ëmmer" (siempre), bien para indicar un plural morfológico de una palabra que acaba en "ee", como ocurre en "Eeër" (huevos).

### Lenguas mayas
En la ortografía moderna de las Lenguas mayas, la Ë representa el fonema /ə/, igual que ocurre en albanés.

### Turoyo
En la escritura latina del turoyo (siríaco), la letra Ë representa la schwa. En la gramática a veces sustituye alguna de las demás vocales del alfabeto latino (a, o, e, i, u).

## Codificación de caracteres
| Charset     | Unicode | ISO 8859-1, 2, 3, 4, 9, 10, 14, 15, 16 |
| ----------- | ------- | -------------------------------------- |
| Ë mayúscula | U+00CB  | CB                                     |
| e minúscula | U+00EB  | EB                                     |